# المري شاه إسماعيل
المري شاه إسماعيل هي قصة مجهولة المصدر تعود إلى أواخر القرن السابع عشر تحكي حياة شاه إيران الصفوي شاه إسماعيل الأول (حكم. 1501–1524). وهي تأتي من تقليد السرد الشفهي الشائع وترتبط بمجموعة من السير الذاتية عن إسماعيل الأول.